# United Service Organizations
La United Service Organizations (USO) è un'organizzazione senza scopo di lucro che fornisce intrattenimento dal vivo, come comici e musicisti e altri programmi ai membri delle Forze Armate degli Stati Uniti e alle loro famiglie. Dal 1941, ha collaborato con il Dipartimento della Guerra, e in seguito con il Dipartimento della Difesa (DoD), facendo molto affidamento sui contributi privati e su fondi, beni e servizi di vari donatori aziendali e individuali. Sebbene sia a carattere congressuale, non è un'agenzia governativa.
Durante la seconda guerra mondiale, l'USO divenne la "casa lontano da casa" dei GI e iniziò una tradizione di intrattenere le truppe che continua oggi. Il coinvolgimento nell'USO è stato uno dei molti modi in cui la nazione si è unita per sostenere lo sforzo bellico, con circa 1,5 milioni di persone che hanno offerto volontariamente i loro servizi in qualche modo. Dopo essere stato sciolto nel 1947, fu rianimato nel 1950 per la guerra in Corea, dopo di che fornì anche servizi in tempo di pace. Durante la guerra in Vietnam, gli USO erano a volte situati in zone di combattimento.
L'organizzazione divenne particolarmente famosa per le sue esibizioni dal vivo, chiamate sfilate, attraverso le quali l'industria dell'intrattenimento contribuì a rafforzare il morale dei suoi soldati. Hollywood in generale era desiderosa di mostrare il suo patriottismo e molte celebrità famose si unirono ai ranghi degli intrattenitori di USO. S'intrattenevano in basi militari a casa e all'estero, a volte mettendo in pericolo la propria vita, viaggiando o esibendosi in condizioni pericolose.
L'USO ha oltre 200 sedi in tutto il mondo in 14 Paesi (compresi gli Stati Uniti) e 27 Stati degli USA. Durante una cerimonia di gala del 75º anniversario dell'USO nel 2016, il generale dell'esercito in pensione George W. Casey Jr., attuale presidente del Consiglio di amministrazione dell'USO, ha stimato che l'USO ha servito oltre 35 milioni di americani nella sua storia.

## Storia

### Missione e obiettivi

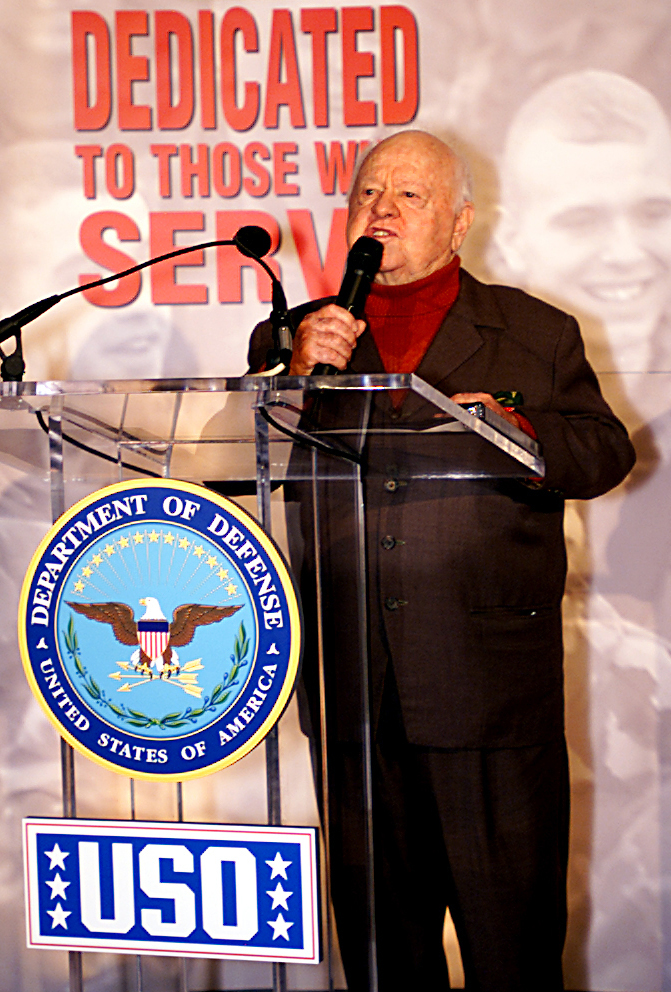
L'attore Mickey Rooney, un destinatario della stella di bronzo della seconda guerra mondiale, onorava l'USO nel 2000.

L'USO è stato fondato nel 1941 da Mary Ingraham in risposta a una richiesta del presidente Franklin D. Roosevelt di fornire servizi di morale e di ricreazione al personale militare in uniforme degli Stati Uniti. Roosevelt è stato eletto presidente onorario. Questa richiesta ha riunito sei organizzazioni civili: l'Esercito della Salvezza, l'Associazione Cristiana dei Giovani Uomini (YMCA), l'Associazione Cristiana delle Giovani Donne (YWCA), il Servizio della comunità cattolica nazionale, l'Associazione nazionale dei soccorsi dei viaggiatori e il National Jewish Welfare Board. Sono stati riuniti sotto un unico ombrello per supportare le truppe statunitensi. Roosevelt ha detto che voleva "queste organizzazioni private per gestire la ricreazione in congedo degli uomini nelle forze armate". Secondo la storica Emily Yellin, "Il governo doveva costruire gli edifici e l'USO doveva raccogliere fondi privati per portare a termine la sua missione principale: aumentare il morale delle forze armate.
Il primo presidente della campagna nazionale è stato Thomas Dewey, che ha raccolto 16 milioni di dollari nel primo anno. Il secondo presidente era il futuro senatore Prescott Bush. L'USO è stato incorporato a New York il 4 febbraio 1941, con il primo impianto eretto a DeRidder in Louisiana. Più centri e club per l'USO sono stati aperti in tutto il mondo come una "casa lontano da casa" per le GI. Il club USO era un posto dove andare a ballare e per eventi sociali, per film e musica, per un posto tranquillo dove parlare o scrivere una lettera a casa, o per una tazza di caffè gratis e un uovo.
L'USO ha anche portato celebrità di Hollywood e intrattenitori volontari a esibirsi per le truppe. Secondo lo storico del cinema Steven Cohan, "soprattutto ... nel portare a casa sulla strada, ha equiparato la nazione al mondo dello spettacolo. Gli spettacoli del campo USO sono stati progettati nell'esportazione per ricordare ai soldati di casa". Lo fecero, notò, "nutrendo nelle truppe il senso dell'identificazione patriottica con l'America attraverso l'intrattenimento popolare". Un articolo della rivista Look all'epoca, affermava, "Per il poco tempo che dura lo spettacolo, gli uomini sono portati direttamente al noto Main Street che è l'obiettivo di ogni combattente americano lontano da casa ". Maxene Andrews ha scritto, "L'intrattenimento ha portato a casa i ragazzi, la loro casa". L'attore George Raft dichiarò all'inizio della guerra: "Ora spetterà a noi mandare agli uomini qui e all'estero il vero, l'intrattenimento vivente, le canzoni, i balli e le risate che hanno avuto a casa".
La letteratura promozionale di USO ha dichiarato i suoi obiettivi:

### Seconda Guerra Mondiale
Dopo essere stati formati nel 1941, in risposta alla seconda guerra mondiale, "i centri furono istituiti rapidamente ... in chiese, fienili, vagoni ferroviari, musei, castelli, stabilimenti balneari e capanne di tronchi". La maggior parte dei centri offriva attività ricreative, come tenere danze e mostrare film. E c'erano i famosi caffè e ciambelle gratuiti. Alcuni centri per l'USO fornivano un rifugio per trascorrere un momento di tranquillità da soli o scrivere una lettera a casa, mentre altri offrivano una guida spirituale e rendevano disponibile l'assistenza all'infanzia per le mogli militari.
Ma l'organizzazione divenne nota soprattutto per le sue esibizioni dal vivo chiamate Camp Shows, attraverso le quali l'industria dell'intrattenimento contribuì a rafforzare il morale dei suoi soldati e delle donne. USO Camp Shows iniziò nell'ottobre del 1941 e da quell'autunno e dall'inverno esistevano negli Stati Uniti 186 teatri militari. Spettacoli d'oltremare iniziarono nel novembre del 1941 con un tour dei Caraibi. Entro cinque mesi 36 unità estere erano state inviate nelle Americhe, nel Regno Unito e in Australia, e nel 1942 furono eseguiti 1.000 spettacoli come parte di 70 unità. Gli artisti medi furono pagati 100 dollari a settimana; le migliori stelle venivano pagate 10 dollari al giorno perché la loro ricchezza permetteva loro di contribuire più dei loro talenti.
Questi spettacoli all'estero furono prodotti dall'American Theatre Wing, che fornì anche cibo e intrattenimento per i servizi armati nelle loro Stage Door Canteens. I fondi ricavati dalla vendita dei diritti cinematografici per una storia sulla mensa di New York andarono a finanziare tour e spettacoli dell'USO per le truppe d'oltremare.
In seguito all' Invasion of Normandy del 6 giugno 1944, Edward G. Robinson è stata la prima stella del cinema a recarsi in Normandia per intrattenere le truppe. Quando tornò a casa vendette dei titoli di guerra e donò 100.000 dollari all'USO. Durante il suo spettacolo, disse, "Questo è il momento più privilegiato della mia vita, per l'opportunità di essere qui con voi". Il mese seguente, i Camp Shows iniziarono in Normandy.
Fino all'autunno del 1944 le unità d'oltremare avevano cinque artisti o meno; The Barretts of Wimpole Street, usando i teatri locali in Francia e in Italia, fu il primo a utilizzare un'intera compagnia teatrale, compresi gli scenari. Nel suo momento culminante nel 1944, l'USO aveva più di 3.000 club e le tende si alzavano negli spettacoli USO 700 volte al giorno. Gli sforzi di raccolta fondi dell'USO sono stati controversi. Un film della MGM, Mr. Gardenia Jones, creato per assistere l'USO nella sua campagna di raccolta fondi, è stato quasi ritirato dai teatri a causa di obiezioni da parte del Dipartimento della Guerra, principalmente a causa di scene che mostrano soldati che saltano di gioia all'opportunità di fare la doccia nelle mense e riposare in sedie da ufficio imbottite e comode. L'esercito, osservò il New York Times, "ritiene che questo non sia positivo per il morale in quanto implica che non ci siano docce o altri comforts per i soldati nei campi militari." Il film fu interpretato da Ronald Reagan, allora capitano dell'Aeronautica Militare Statunitense.
La raccolta di fondi fu anche aiutata da gruppi di intrattenimento non USO. Artisti soldato, quali truppe, spesso attori e musicisti con esperienza, organizzarono e tennero le loro esibizioni, erano molto comuni. L'esercitò formò un'unità di Servizi Speciali che organizzò tali spettacoli e supervisionò l'USO, e l'esperienza degli artisti-soldatond portò allo spettacolo di Irving Berlin a Broadway This Is the Army. Artisti e scrittori di tutto l'esercito furono reclutati per la produzione; rimasero soldati e continuarono esercitazioni.  Berlin, che aveva scritto e prodotto il simile Yip, Yip, Yaphank durante la Prima Guerra Mondiale, portò l'intero cast di 165 persone in tournée in Europa nel 1942, raccogliendo quasi 10 milioni di dollari per il Fondo di Soccorso per l'Esercito. L'anno successivo lo spettacolo è stato trasformato in un film con lo stesso titolo, sempre interpretato da Ronald Reagan. Uno dei punti salienti del film è stata l'introduzione della canzone di Berlin, "God Bless America", considerata una delle canzoni più patriottiche della nazione. La produzione teatrale di This Is The Army andò in tournee in tutto il mondo fino alla sua chiusura nell'ottobre 1945 a Honolulu.
Il corrispondente di guerra Quentin Reynolds, scrisse un articolo per la rivista Billboard magazine nel 1943, che "l'intrattenimento, tutte le fasi di esso - radio, immagini e live - dovrebbero essere trattati come essenziali. Non sai cosa significa intrattenimento per i ragazzi che combattono fino a quando sei stato lì con gli uomini stessi ... Puoi citarmi come dire che dovremmo usare l'intrattenimento come un'industria essenziale, purché sia per i ragazzi in servizio. Chiunque sia stato lì avrebbe insistito per farlo ... Diavolo, avresti dovuto vedere quanto è felice il GI " Erano quando videro arrivare i giocatori di baseball. E John Steinbeck, appena tornato da un lavoro come corrispondente di guerra, ... ha anche applaudito lo spettacolo come parte dello sforzo bellico e della sua importanza come generatore di morale ".

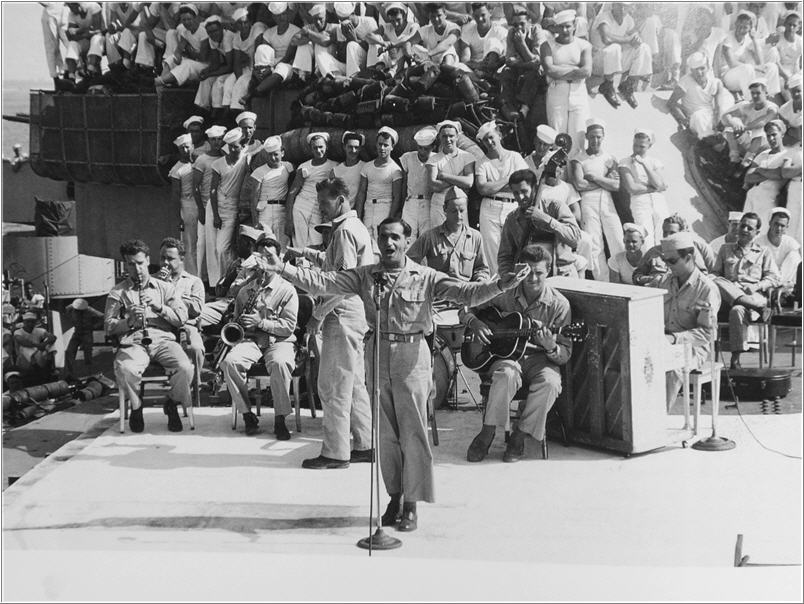
Irving Berlin canta a bordo della USS Arkansas, nel 1944

Secondo lo storico Paul Holsinger, tra il 1941 e il 1945, l'USO fece 293.738 esibizioni in 208.178 visite separate. Le stime erano che più di 161 milioni di militari e donne, negli Stati Uniti e all'estero, erano intrattenuti. L'USO ha fatto anche spettacoli negli ospedali militari, finendo per intrattenere oltre 3 milioni di soldati e marinai feriti in 192 diversi ospedali. C'erano 702 diverse compagnie di USO che giravano il mondo, alcune delle quali spendono fino a sei mesi per tour.  Nel 1943, fu varata una Nave della Libertà degli Stati Uniti  chiamata SS <i id="mwag">U.S.O.</i>  Fu demolita nel 1967.
Ventotto artisti sono morti nel corso dei loro tour, per incidenti aerei, infermità o malattie contratte durante i tour. In uno di questi casi nel 1943, un aereo che trasportava una troupe USO troupe si schiantò al di fuori di Lisbona, in cui rimase vittima la cantante e attrice Tamara Drasin, e ferì gravemente la cantante di Broadway Jane Froman. La Froman tornò in Europa con le stampelle nel 1945 per intrattenere di nuovo le truppe. In seguito sposò il copilota che le salvò la vita in quell'incidente, e la loro storia d'amore fu raccontata nel 1952 nel film La dominatrice del destino, con la Froman che canta con la sua vera voce. Altri, come Al Jolson, il primo intrattenitore ad andare oltreoceano nella Seconda Guerra Mondiale, contrasse la malaria, che gli provocò la perdita di un polmone, dovendo tagliare il suo tour.
Un autore scrisse che entro la fine della guerra "l'USO è stato il più grande business show americano mai avuto. Il pubblico erano milioni di combattenti americani, la location del teatro: il mondo, il produttore: gli USO Camp Show". Le performances continuarono dopo la fine della guerra nel 1945. 60 nuove unità andarono in Europa dopo la Giornata della vittoria, e 91 nuove unità andarono nel Pacifico dopo la Giornata della vittoria sul Giappone. L'USO fu sciolto nel dicembre 1947, dopo aver speso 240 milioni di dollari in contributi per fiere, mense e altri servizi. Le produzioni di servizi speciali sono cresciute di numero in sostituzione.
Nel 1991, la 20th Century Fox produsse il film, For the Boys, che ha raccontato la storia di due interpreti USO, e recitato da Bette Midler e James Caan. Copriva un periodo di 50 anni, dal lancio dell'USO nel 1941 alla Guerra del Golfo, nel 1991. Un altro film fu progettato nel 1950 ma non fu mai realizzato. Solo 10 giorni dopo Al Jolson ritornato da uno spettacolo per le truppe in Corea, in accordo con i produttori della RKO per recitare in un nuovo film, Stars and Stripes for Ever, su una troupe USO nel Ssud pacifico durante la Seconda Guerra Mondiale. Sfortunatamente, morì una settimana dopo a causa dell'esaurimento fisico del suo tour.

#### Elenco degli intrattenitori nella seconda guerra mondiale
Dal 1941 al 1947, l'USO ha presentato oltre 400.000 spettacoli, con intrattenitori come:Abbott and Costello, Larry Adler, Brian Aherne, Louise Allbritton, Morey Amsterdam, Marian Anderson, The Andrews Sisters, Armida, Jean Arthur, Fred Astaire, Gene Autry, Lauren Bacall, Fay Bainter, Lucille Ball, Desi Arnaz, Tallulah Bankhead, Lynn Bari, Count Basie, Peg Leg Bates, Constance Bennett, Jack Benny, Edgar Bergen, Ingrid Bergman, Milton Berle, Eubie Blake, Ben Black,  Ben Blue, Ray Bolger, Humphrey Bogart, Mary Brian, Hillary Brooke, Phyllis Brooks, Joe E. Brown, Willie Bryant, George Burns e Gracie Allen, Charles Butterworth, James Cagney, Joseph Calleia, Cab Calloway, Judy Canova, Eddie Cantor, Charley Chaney, June Clyde, Jerry Colonna, Gary Cooper, Katharine Cornell, Bing Crosby, Bebe Daniels, Linda Darnell, Bette Davis, Joan Davis, Dennis Day, Olivia De Havilland, Joe DeRita, Marlene Dietrich, Doraine and Ellis, Morton Downey, Ellen Drew, Irene Dunne, Deanna Durbin, Jimmy Durante, Ann Dvorak, Nelson Eddy, Duke Ellington, Skinnay Ennis, Maurice Evans, Jinx Falkenburg, Glenda Farrell, Joey Faye, Leslie Fenton, Gracie Fields, Shep Fields, W.C. Fields, Joan Fontaine, Harrison Ford, The Four Evans, Kay Francis, Jane Froman, Reginald Gardiner, Ed Gardner, Judy Garland, Billy Gilbert, Betty Grable, Cary Grant, John Garfield, William Gargan, Greer Garson, Paulette Goddard, Benny Goodman, Jack Haley, Adelaide Hall, Moss Hart, Susan Hayward, Rita Hayworth, Jascha Heifetz, Hildegarde, Celeste Holm, Bob Hope, Lena Horne, Marsha Hunt, Alberta Hunter, Betty Hutton, Allen Jenkins, George Jessel, Al Jolson, Boris Karloff, Danny Kaye, Gene Kelly, Guy Kibbee, Andre Kostelanetz, Gene Krupa, Kay Kyser, Veronica Lake, Hedy Lamarr, Dorothy Lamour, Carole Landis, Frances Langford, Laurel and Hardy, Gertrude Lawrence, Anna Lee, Gypsy Rose Lee, Vivien Leigh, Joan Leslie, Joe E. Lewis, Beatrice Lillie, Carole Lombard, Edmund Lowe, Paul Lukas, Alfred Lunt e Lynne Fontanne, Ida Lupino, Jeanette MacDonald, Tex McCrary, Joel McCrea, Hattie McDaniel, Dorothy McGuire, Frank McHugh, Frederic March, Olga "Gypsy" Markoff, Marion Martin, Mitzi Mayfair, Mike Mazurki, i Fratelli Marx, Adolphe Menjou, Una Merkel, Ray Milland, Glenn Miller, Maria Montez, Constance Moore, Garry Moore, Tim Moore, Chester Morris, Zero Mostel, George Murphy, Mildred Natwick, Merle Oberon, Pat O'Brien, Minerva Pious, Lily Pons, George Raft, Luise Rainer, Gregory Ratoff, Martha Raye, Ossy Renardy, Paul Robeson, Edward G. Robinson, The Rockettes, Ginger Rogers, Tony Romano, Mickey Rooney, Rosalind Russell, Ann Rutherford, Ann Savage, Randolph Scott, Jack Sharkey, Artie Shaw, Ann Sheridan, Dinah Shore, Phil Silvers, Frank Sinatra, Ray Sinatra, Noble Sissle, Kate Smith, Ann Sothern, Jo Stafford, Barbara Stanwyck, Tamara Swan, Bill Stern, Isaac Stern, James Stewart, Fred Stone, Gloria Stuart, Ed Sullivan, Akim Tamiroff, Danny Thomas, Three Bon Bunnies, Gene Tierney, Martha Tilton, Arthur Tracy, Spencer Tracy, Arthur Treacher, Sophie Tucker, Lana Turner, Helen Twelvetrees, Vera Vague, Gus Van, Fats Waller, Ethel Waters, John Wayne, Senor Wences, Mae West, Arleen Whelan, Chill Wills, Paul Winchell, Anna May Wong, Keenan Wynn e Vera Zorina.

#### Donne nell'USO

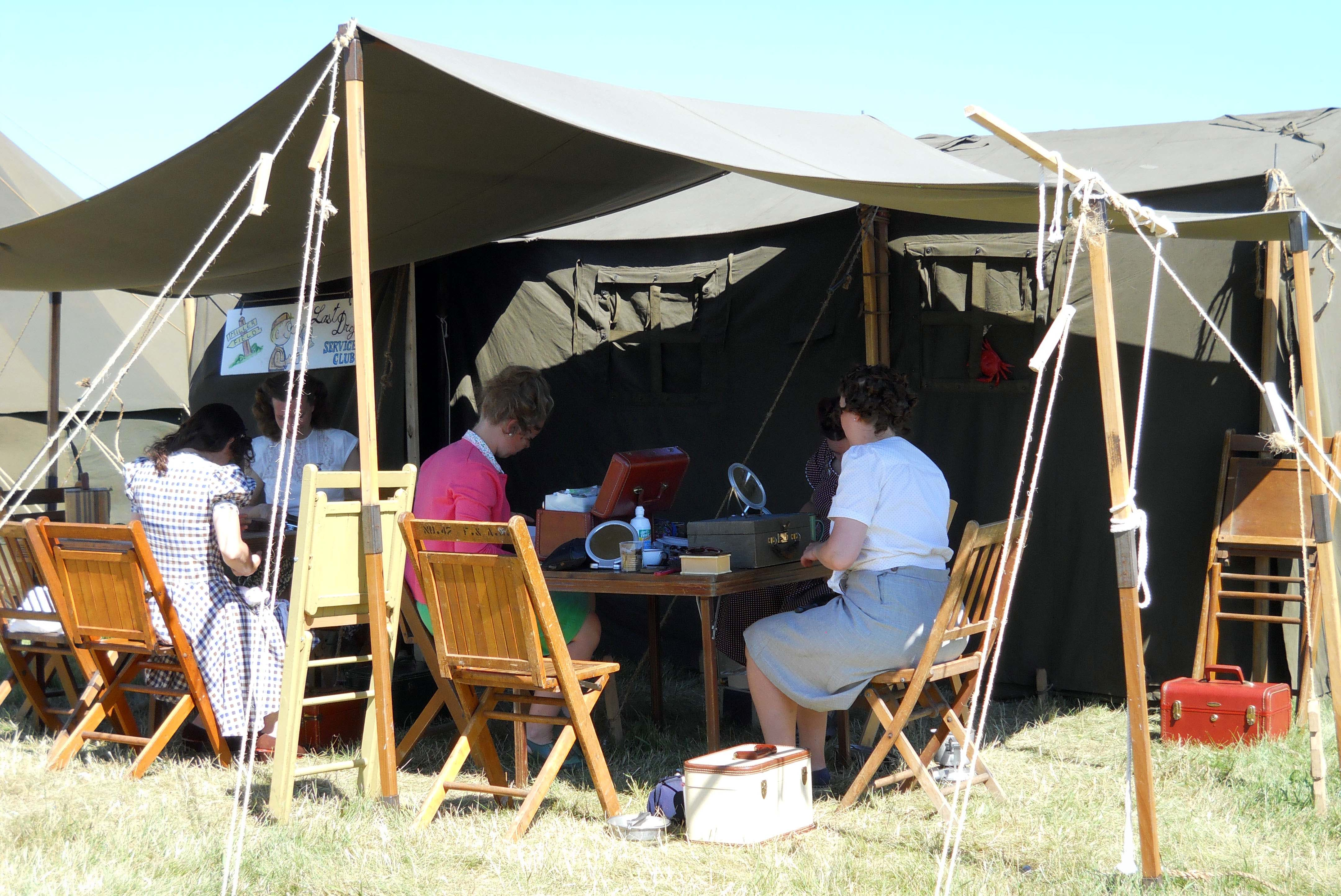
USO donne nell'era della seconda guerra mondiale (rievocazione storica)

Secondo Emily Yellin, molti dei soldati chiave nella missione dell'USO erano donne che erano "accusate di offrire un diversivo amichevole per le truppe statunitensi che erano per lo più uomini della loro adolescenza e ventenni". Centri di USO in tutto il mondo reclutavano donne volontarie per servire ciambelle, ballare e parlare con le truppe. La storica dell'USO Julia Carson scrive che questa "ora nostalgica", progettata per rallegrare e confortare i soldati, implicava "ascoltare musica - stile americano" e "guardare ragazze carine, come nessun'altra bella ragazza al mondo - ragazze americane".
Le donne afro-americane si misero a radunare la comunità attorno ai soldati e creare programmi per loro. Nel 1946, le hostess avevano servito più di duemila soldati al giorno, fornendo anche strutture per i feriti e i convalescenti in congedo. Andarono a imprese di colore e organizzazioni fraterne per trovare sponsorizzazioni per il loro gruppo USO, e in seguito si espansero per soddisfare i bisogni dei soldati durante la guerra di Corea. Inoltre, hanno lavorato per unire gli USO in bianco e nero in un'unità desegregata. Come osservava lo storico nero Megan Shockley, "Il loro lavoro per la desegregazione degli USO era iniziato durante la seconda guerra mondiale, e alla fine ha dato i suoi frutti".
Le donne erano anche intrattenitori chiave che si esibivano durante gli spettacoli. Stelle come Marlene Dietrich, Judy Garland, Betty Grable e Rita Hayworth avevano viaggiato per oltre un milione di miglia. Yellin nota che durante un tour, la Hayworth visitò sei campi, firmò migliaia di autografi e "è ritornata nel Texas con un esaurimento nervoso a tutti gli effetti per un eccesso di entusiasmo!" La cantante d'opera Lily Pons, dopo aver eseguito una "seria" canzone d'opera alle truppe in Birmania, "È scoppiato un applauso che ha stordito anche gli artisti più esperti." Più tardi scrisse in una lettera, "Ogni donna a casa porta un'aureola ora, e quelli che la rappresentano avrebbero fatto meglio a tenere la loro."
L'autore Joeie Dee ha sottolineato che "per le donne che intrattenevano, viaggiare con l'USO rendeva possibile essere patrioti e avventurieri oltre che professionisti". Aggiunge, tuttavia, che le GI del pubblico di USO "tendevano a vedere queste donne in una luce diversa - come promemoria e persino sostituti per le loro ragazze a casa, come ricompensa per combattere la guerra, come incarnazioni di ciò per cui stavano combattendo." Edward Skvarna ricorda che nel 1943, quando si incontrò con Donna Reed in una mensa USO e le chiese di ballare. "Non avevo mai ballato con una celebrità prima, quindi mi sentivo felice, persino privilegiato, di incontrarla ... Ma sentivo davvero che era come una ragazza di casa." Jay Fultz, autore di una biografia di Reed, afferma che i soldati "le scrivevano spesso come se fosse una sorella o una ragazza della porta accanto, confidando momenti di nostalgia, solitudine, privazione e ansia."

#### Donne animatrici

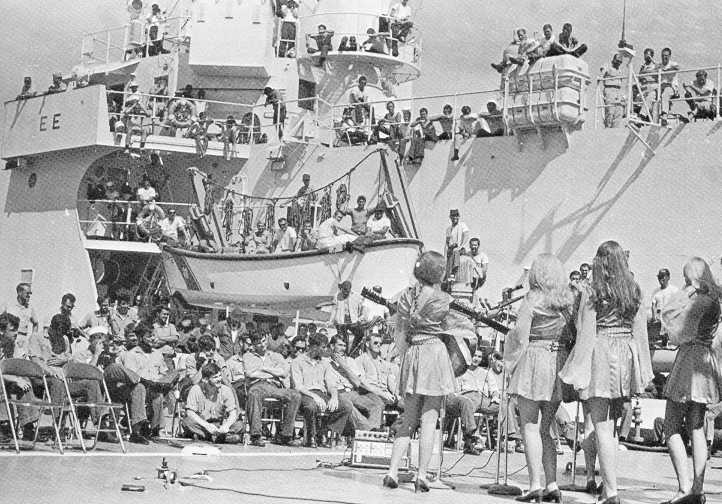
US Coast Guard, 1° spettacolo in Vietnam, 1970

Una intrattenitrice femminile ha scritto sulle condizioni durante l'esecuzione:
La cantante-attrice-ballerina Ann Miller descrisse le performance per i soldati gravemente feriti. Ha fatto quarantotto spettacoli per "soldati distrutti", che erano per lo più sdraiati sulle barelle nelle hall degli alberghi, a guardarli mentre li intratteneva. Yellin scrive: "Durante il suo ultimo spettacolo è crollata e doveva essere portata a casa su un aereo dell'esercito." Successivamente, Miller ha descritto l'esperienza:
Nel novembre e dicembre 1968 Jennie e Terrie Frankel Archiviato il 27 settembre 2018 in Internet Archive. (i Gemelli Doublemint) si esibirono nell'USO in Vietnam – Hollywood Overseas Committee e furono condotti in giro per il Vietnam da ufficiali di scorta (gli esecutori USO ricevettero il grado GS15, equivalente a Colonnello, per aiutare a mantenere la loro sicurezza) per intrattenere le truppe sul campo, dove spettacoli USO più grandi non potrevano essere eseguiti.

### Guerra di Corea

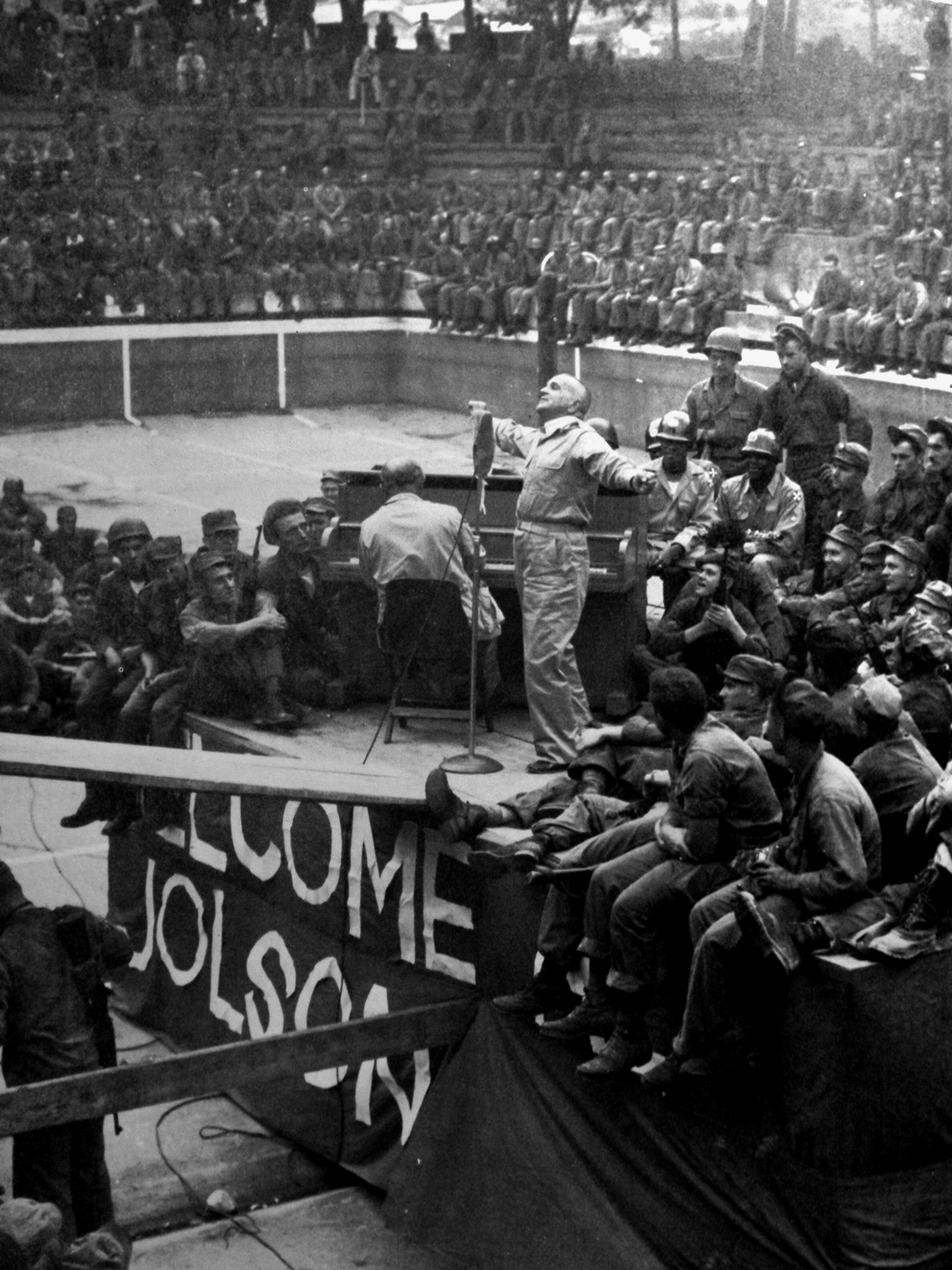
Al Jolson, la prima star ad esibirsi in Corea, il 17 settembre 1950

Nel 1947, l'USO fu sciolto, in parte a causa della mancanza di fondi. Nel 1951, quando gli Stati Uniti entrarono nella guerra in Corea, il Segretario della Difesa George Marshall e il Segretario della Marina Francis P. Matthews ha chiesto che l'USO venga riattivato "per fornire sostegno agli uomini e alle donne delle forze armate con l'aiuto del popolo americano". Secondo lo storico della guerra Paul Edwards, tra il 1952 e il 1953, non passò un giorno senza che l'USO fornisse servizi da qualche parte in Corea. In patria o all'estero, nel 1952 serviva 3,5 milioni nelle forze armate usando gli stessi metodi operativi della Seconda guerra mondiale.
Molte stelle, sia ben note che nuove, vennero ad esibirsi, incluso Bob Hope, Errol Flynn, Debbie Reynolds, John Cena, Piper Laurie, Jane Russell, Paul Douglas, Terry Moore, Marilyn Monroe, Danny Kaye, Rory Calhoun, Mickey Rooney, Linda Coleman, Al Jolson e molti altri. I soldati ispano-americani furono intrattenuti da artisti come lo spettacolo di Pérez Prado con Evita Muñoz come invitata al suo mambo ballerino. Jolson è stato il primo a fare volontariato, ma a causa della mancanza di fondi dell'USO viaggiò in Corea a proprie spese (fu anche il primo a intrattenere truppe durante la seconda guerra mondiale).

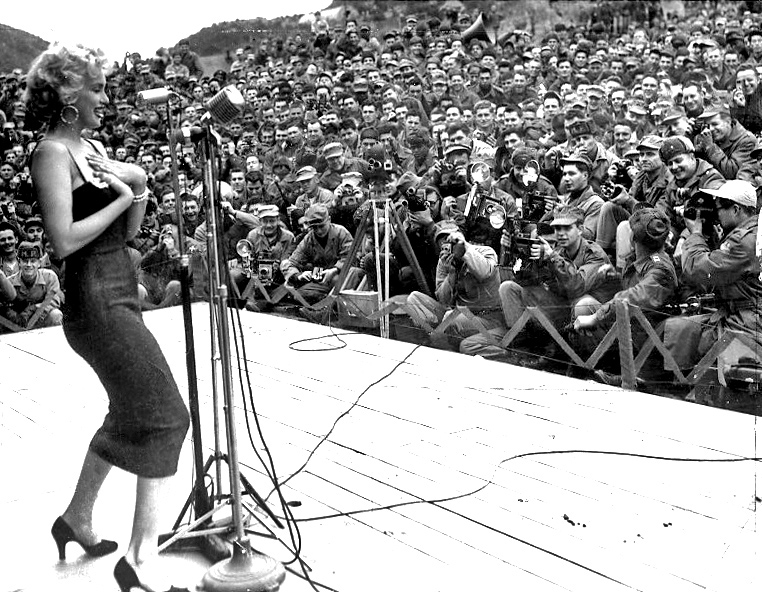
Marilyn Monroe si esibisce in Corea nel 1954

I veterani hanno ricordato molti degli eventi degli USO, a volte con dettagli vividi:
L'autrice Linda Granfield nel descrivere lo spettacolo, scrive:
Alla fine della guerra, oltre 113.000 volontari americani degli Stati Uniti lavoravano in 294 centri in patria e all'estero. E 126 unità hanno dato 5.422 esibizioni ai militari in Corea e ai feriti in Giappone.

### Guerra in Vietnam
L'USO era in Vietnam prima dell'arrivo delle prime truppe da combattimento, con l'apertura del primo USO a Saigon nell'aprile 1963. I 23 centri in Vietnam e Tailandia servivano un milione di membri del servizio al mese, e l'USO ha presentato più di 5000 spettacoli durante la Guerra in Vietnam con stelle come John Wayne, Ann-Margret, Sammy Davis Jr., Raymond Burr, Phyllis Diller, Martha Raye, Joey Heatherton, Wayne Newton, Jayne Mansfield, Redd Foxx, Rosey Grier, Anita Bryant, Nancy Sinatra, Jimmy Boyd, Lola Falana, George Peppard e Bob Hope. Philip Ahn, il primo attore di origine coreana a diventare una stella di Hollywood, divenne il primo interprete asiatico americano USO per intrattenere truppe in Vietnam.

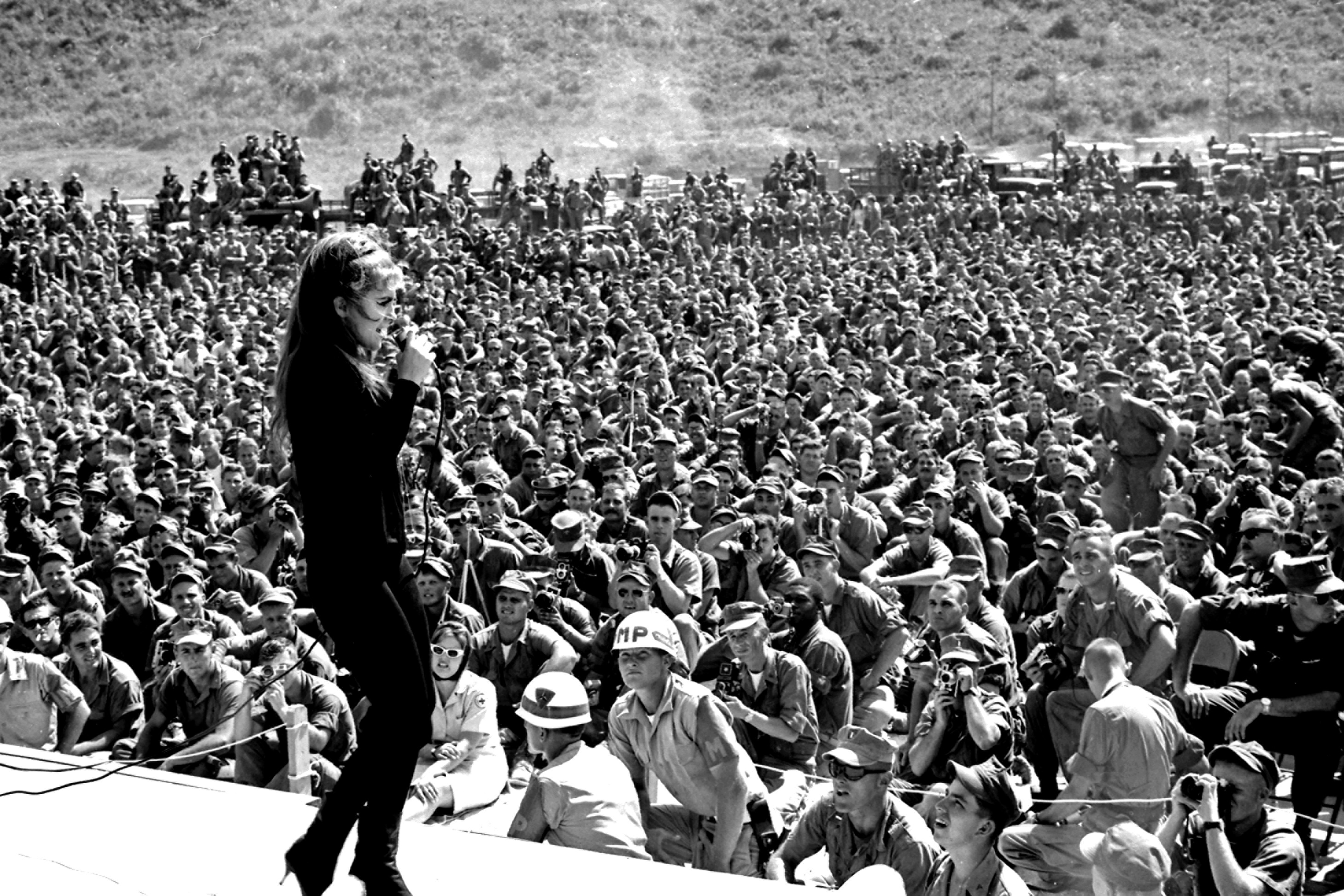
Ann-Margret si esibisce in Vietnam nel 1966

Inoltre, l'OSU ha operato presso i principali aeroporti degli Stati Uniti per fornire un salotto e un posto dove dormire per i militari americani tra i loro voli. Lo storico del Vietnam James Westheider ha osservato che l'USO "ha cercato di portare un po 'di America in Vietnam". Volontari civili americani, che facevano tour di 18 mesi, gestivano i club. Secondo Westheider, "Le giovani donne indossavano minigonne - non erano ammessi pantaloni". Ogni club aveva uno snack bar, negozi di souvenir, un barbiere, foto in via di sviluppo, linee telefoniche all'estero e docce calde.
Quando forniva intrattenimento, l'USO faceva del suo meglio per attirare stelle conosciute da casa per alleviare lo stress della guerra. Il senatore John Kerry ha ricordato quanto sia importante questo tipo di diversione. Ha ricordato uno spettacolo USO "Bob Hope Follies", che includeva l'attrice Ann-Margret, Miss America, la stella del football Rosey Grier, e altri. Secondo la biografa Kerry Douglas Brinkley, "Quando la Swift tornò finalmente al My Tho River, l'equipaggio affrontò la vista straziante di un enorme mezzo da sbarco della Marina che riportava indietro le truppe. Kerry in seguito scrisse: "Le visioni di Ann Margret e Miss America e di tutte le altre personalità titillanti che ci avrebbero fatto sentire a casa ci hanno attorniato per un po' 'finché non abbiamo visto tre elicotteri Chinook decollare dal campo e presumere che i nostri sogni era andato con loro".
Ma per i GI che hanno visto lo spettacolo, ne è valsa la pena:
Le visite delle stelle hanno significato molto per gli uomini e le donne in Vietnam.
 Aggiunge che i tour hanno fatto una "profonda impressione" anche sulle stelle. La cantante e attrice Connie Stevens ricordò il suo tour del 1969 con Bob Hope, quando decise di andare nonostante avesse due bambini di età inferiore ai due anni. Oggi, sostiene che "i veterani la stavano ancora fermando e ringraziandola per aver visitato il Vietnam più di 30 anni dopo".
Allo stesso modo, Ann-Margret durante la firma di un libro è stato avvicinato da un veterano che le ha chiesto di firmare una foto che ha preso dalla sua esibizione in Vietnam. Sebbene il rappresentante editoriale del libro per l'evento della firma non le permettesse di firmare nient'altro che il suo libro, la moglie del veterano ricorda:
Nel novembre-dicembre 1968 la truppa Sig Sakowitz di Chicago ha eseguito oltre 36 spettacoli nel Vietnam del Sud con l'USO in: Pleiku, Dalat, Danang, Cam Ran Bay, Phu Bai, Phu Loy, Hue, Natrang, Tan Son Nhut Airbase, Saigon e luoghi nei boonies noti solo all'intelligence militare e ai soldati solitari che desiderano un assaggio di casa. La truppa era composta da Doublemint Twins Terrie e Jennie Frankel, dalla cantante dei Gaslight Club Sara Sue, dal comico Tony Diamond e dalla personalità Sig Sakowitz. Spettacoli sono stati anche eseguiti con il comico Joey Bishop of the Rat Pack.
George Peppard, star di successo del palcoscenico, della televisione e dei film, è arrivato in Vietnam per un USO HANDSHAKE TOUR nel 1970 per visitare i militari negli ospedali e nei "boonies". Ha mostrato un vivo interesse per la missione degli uomini mentre erano affamati di notizie sulla vita nel "Mondo". Le foto Polaroid sono state scattate dall'ufficiale di scorta del signor Peppard, autografate e consegnate agli uomini.

### Missione di pace in Libano Peacekeeping

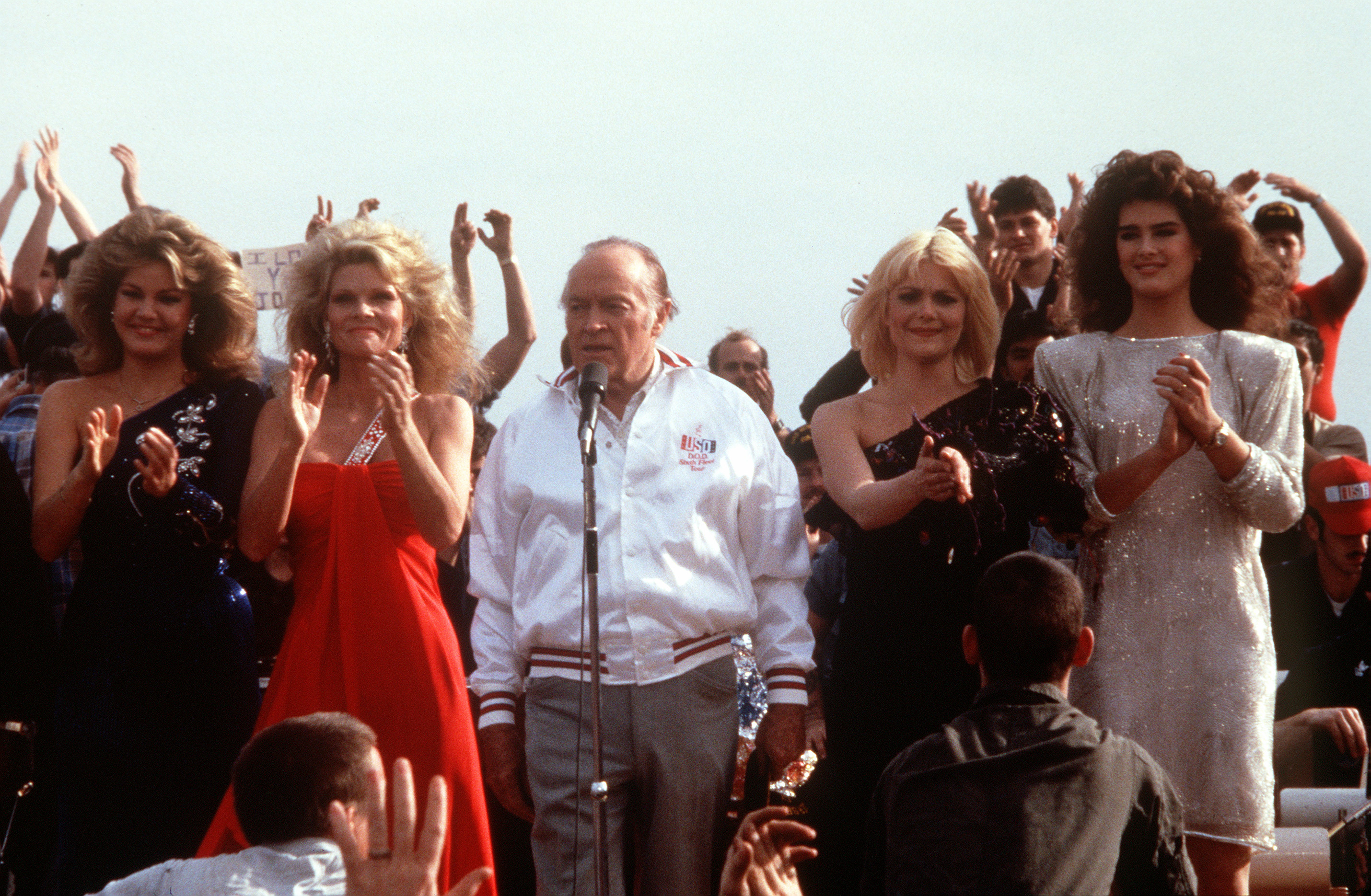
Animatori durante lo spettacolo USO di una vigilia di Natale del 1983 a bordo della USS New Jersey al largo di Beirut, in Libano. (da sinistra a destra) Miss USA Julie Hayek, Cathy Lee Crosby, Bob Hope, Ann Jillian e Brooke Shields.

Nel 1983, in Libano è in corso una sanguinosa Guerra civile. Nel tentativo di fermare la violenza nella regione una Forza Multinazionale in missione di pace composta in gran parte degli Stati Uniti, i membri delle Forze Armate italiane e francesi sono stati creati e inviati nella regione per tentare un ripristino dell'ordine. Come parte della forza multinazionale, gli Stati Uniti mobilitarono una forza di spedizione composta da membri dell'United States Marine Corps ed elementi della United States Sixth Fleet which che ha operato al di fuori del Mar Mediterraneo.
Continuando una tradizione che aveva iniziato nella seconda guerra mondiale a passare il Natale con le forze armate degli Stati Uniti d'oltremare,, Bob Hope e la sua troupe di intrattenitori ha dato uno spettacolo a bordo della USS New Jersey (BB-62) il 24 dicembre 1983. Quattrocento marines di stanza a Beirut hanno partecipato allo spettacolo.

### Italia
Truppe americane sono state schierate in Italia dalla fine della Seconda Guerra Mondiale. Nel 1988, un'autobomba prese di mira il club USO a Napoli, che uccise cinque persone tra cui un ufficiale della U.S. Navy.

### Guerra del Golfo

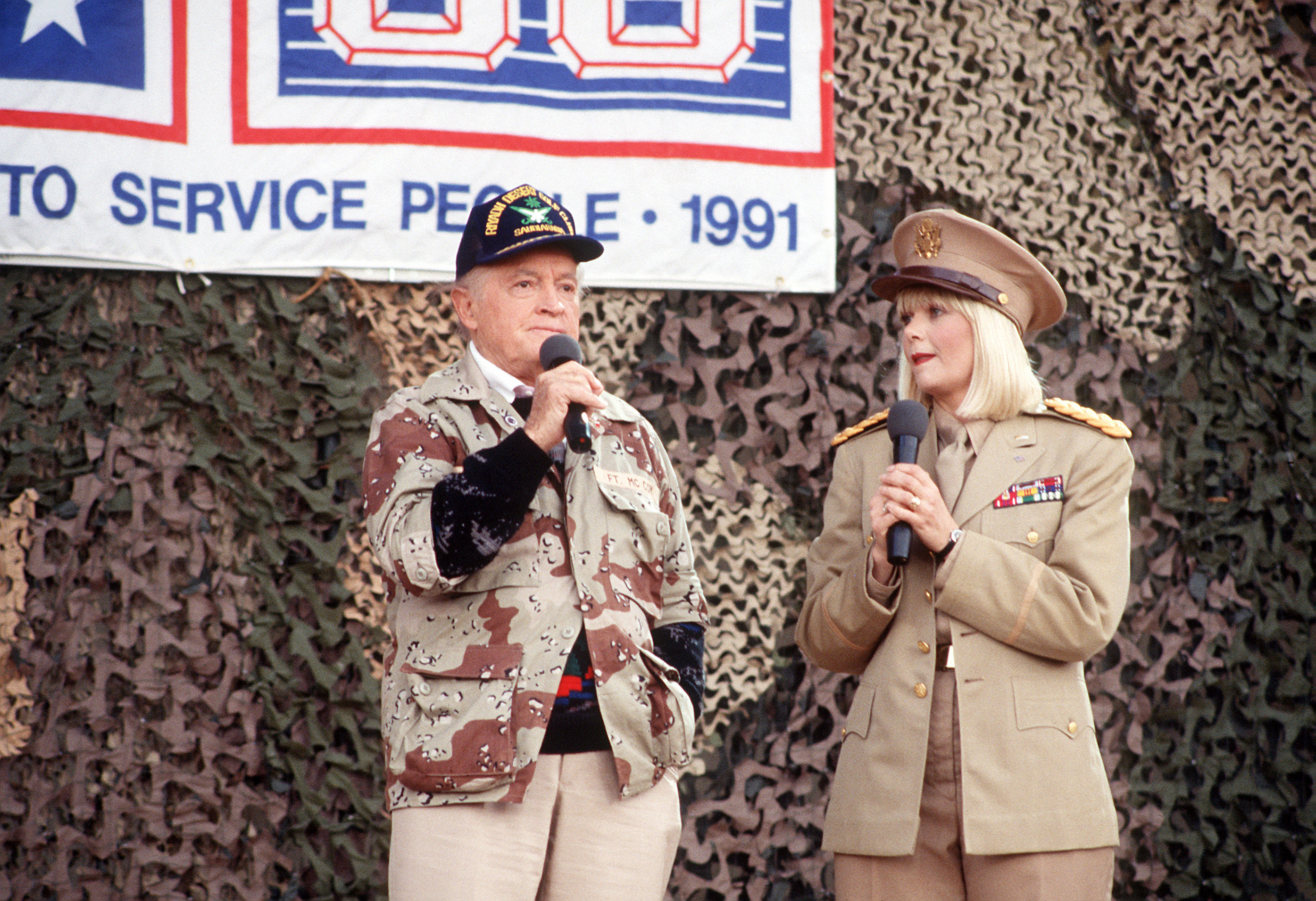
Bob Hope e Ann Jillian si esibiscono all'USO Christmas Tour durante la Guerra del Golfo

Per sostenere le truppe che partecipavano alla Guerra del Golfo, dei centri USO furono aperti in Arabia Saudita. Gli artisti che si esibivano per le truppe includevano Jay Leno, Steve Martin, Delta Burke, Ann Jillian, Gerald McRaney, Marie Osmond, le Pointer Sisters, la cantante country Gina James, e Bob Hope nel suo tour USO universale.

### Afghanistan e Iraq
Per supportare le truppe che partecipano alle operazioni Enduring Freedom e Iraqi Freedom, furono aperti centri in Afghanistan, Iraq, Kuwait e Qatar. I centri USO sono più di 160 in tutto il mondo. In quegli anni, l'USO ha aperto centri a Fort Campbell, nel Kentucky; Fort Riley, Kansas; Fort Bliss, Texas; Fort Carson, Colorado; e Afghanistan. L'USO fornisce una varietà di programmi e servizi, inclusi programmi di orientamento, eventi familiari, accesso gratuito a Internet e posta elettronica, bevande e snack gratuiti, chiamate telefoniche gratuite a casa e servizi ricreativi. Uno dei programmi più recenti, chiamato "USO in a Box", fornisce materiali per programmi che vanno dai lettori DVD e video agli strumenti musicali fino alle basi operative remote in Afghanistan.
Il personale militare degli Stati Uniti e le loro famiglie visitano i centri USO più di otto milioni di volte all'anno.

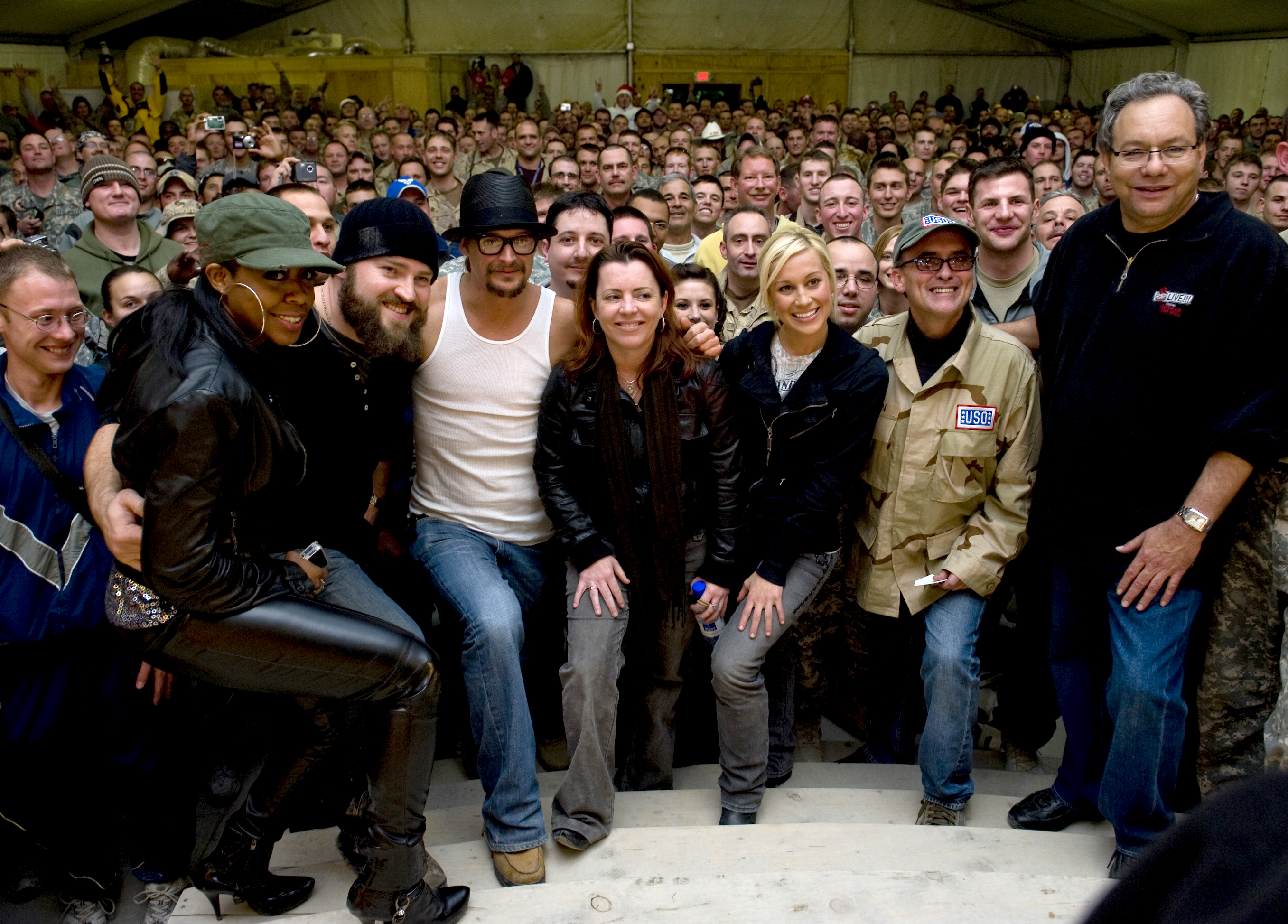
Tichina Arnold, Zack Brown, Kid Rock, Kathleen Madigan, Kellie Pickler, John Bowman e Lewis Black al Tour delle vacanze USO del 2008 a Kandahar, in Afghanistan

Bruce Willis ha visitato Baghdad, Camp Kir Kush e Camp Caldwell, in Iraq, verso il dicembre 2003. Il signor Willis ha visitato le basi militari in Iraq durante la sua visita in Iraq.
Dall'8 all'11 giugno 2009, il personaggio televisivo Stephen Colbert si è recato in Iraq per girare il suo spettacolo The Colbert Report per quattro giorni in un evento sponsorizzato dall'USO.
Altri intrattenitori che hanno viaggiato in Medio Oriente per esibirsi includono Al Franken (che ha fatto sei tour USO in Kosovo, Iraq e Afghanistan prima di essere eletto senatore degli Stati Uniti dal Minnesota), Robin Williams, Craig Ferguson, Gary Sinise, Zac Brown, Five Finger Death Punch, Artie Lange, Gary Dell'Abate, Nick DiPaolo, Jim Florentine, Dave Attell, Avenged Sevenfold, Jessica Simpson, Carrie Underwood, Drowning Pool, Toby Keith (con ospite speciale Gina James), Montgomery Gentry, Kellie Pickler, Mayra Veronica, Carlos Mencia, O.A.R., Trace Adkins, Kathleen Madigan, Louis C.K., Dane Cook, Lewis Black, Third Day, Colin Quinn, Kathy Griffin e Neil McCoy.
L'USO ha fornito servizi per l'annuale "Tribute to the Troops" speciale di World Wrestling Entertainment. Hanno mandato in onda WWE RAW dall'Afghanistan e dall'Iraq ogni Natale negli Stati Uniti in uno spettacolo pre-registrato dalla zona di combattimento.
Il 16 luglio 2012, l'attore di Hollywood Charlie Sheen ha annunciato che avrebbe donato almeno 1 milione di dollari all'USO. Questo sarebbe tra le più grandi donazioni monetarie mai assegnate all'organizzazione.

## Onori a Bob Hope
Nel 1997, il Congresso degli Stati Uniti ha onorato Bob Hope dichiarandolo "il primo e unico veterano onorario delle forze armate statunitensi".Secondo il biografo di Hope, William Faith, la sua reputazione si è radicata nella "coscienza americana" perché aveva volato per milioni di miglia per intrattenere i G.I. durante la guerra e la pace. Il suo contributo all'USO iniziò nel 1941 e terminò con la Guerra del Golfo nel 1991, trascorrendo 48 Natali all'estero con personale di servizio americano. È stato sempre considerato come "una risorsa per il governo degli Stati Uniti con la sua volontà di intrattenere ogni volta che avevano bisogno di lui". Dopo che la Seconda Guerra Mondiale fu dichiarata finita, l'USO aveva inviato un "bollettino appassionato" chiedendo agli intrattenitori di non abbandonare i GI ora che la guerra fosse finita. Hope fu tra i primi a dire di sì. Il Military Order of the Purple Heart osserva che "i suoi contributi all'USO sono ben noti: sono leggende".
Come risultato del suo intrattenimento non-stop sia per la popolazione civile che per i militari, ha ricevuto numerosi altri onori nel corso degli anni: un Boeing C-17 Globemaster III fu chiamato The Spirit of Bob Hope; un vascello navale fu chiamato USNS Bob Hope; e strade, scuole, ospedali, e un torneo di golf sono stati intitolati in suo onore. Una risoluzione del Senato lo dichiarò "una parte del folklore americano". Il Guinness dei primati lo ha definito il più onorato intrattenitore di sempre. E durante la sua festa di compleanno televisiva del 1993, quando compì 90 anni, il Generale Colin Powell salutò Hope "per la sua instancabile operazione di USO troupe", seguita da tributi sul palco di tutti i rami delle forze armate. Il Generale William Westmoreland ha parlato della sua lealtà nei confronti del GI durante i grintosi anni del Vietnam. E il bandleader Les Brown, che era con lui durante molti dei suoi Tours, menzionato che la sua band "aveva visto più il culo di Hope negli ultimi quarant'anni di qualsiasi membro della sua famiglia".
Il corrispondente di guerra Quentin Reynolds scrisse nel 1943:
Durante gli anni della guerra del Vietnam, ha dato una serie di speciali televisivi di alto livello e ha avuto la sensazione che i media gli avessero dato un ampio appoggio per continuare le sue missioni GI. Poco dopo il suo spettacolo natalizio a Saigon nel 1967, apprese che i Vietcong avevano pianificato un attacco terroristico nel suo albergo contro di lui e la sua intera compagnia, mancandoli di dieci minuti. Più tardi fu "disorientato", scrive Faith, "e ... sempre più intollerante alle sacche di dissenso. Le bruciature delle carte da gioco nei campus universitari lo hanno fatto arrabbiare ... "" Puoi immaginare, "ha scritto Hope in un articolo di una rivista," ... che le persone in America stanno bruciando le loro carte draftate per mostrare la loro opposizione e che alcune di loro sono in realtà a tifare per la tua sconfitta? " Nella primavera del 1973, Hope iniziò a scrivere il suo quinto libro, The Last Christmas Show, dedicato "agli uomini e le donne delle forze armate e a coloro che servivano anche a preoccuparsi e ad aspettare". Ha firmato i suoi diritti d'autore per l'USO.
Il suo ultimo spettacolo natalizio è stato durante la Guerra del Golfo nel 1990. Lo spettacolo non è stato facile, osserva Faith. "C'erano così tante restrizioni. Le battute di Hope sono state monitorate dal Dipartimento di Stato per evitare di offendere i sauditi ... e ai media è stato impedito di coprire gli spettacoli ... Perché in Arabia Saudita l'usanza nazionale prescrive che le donne debbano essere velate in pubblico, Ann Jillian, Marie Osmond, e le Pointer Sisters furono lasciate fuori dal concerto di Natale di Hope".
Nel 2009, Stephen Colbert, eseguendo la registrazione del suo ultimo episodio di una settimana in Iraq per il suo spettacolo The Colbert Report, portò una mazza da golf sul palco e la dedicò ai servizi di Bob Hope per l'USO.

## Situazione finanziaria
L'USO ha un personale retribuito di circa 300 persone. Inoltre, più di 44.000 volontari di USO forniscono 371.417 ore di servizio all'anno. Come riportato dall'USO, il volontario non retribuito pagato all'estero è di 20 a 1. Negli Stati Uniti, il numero è "significativamente più alto".
Le seguenti informazioni sono basate sui rendiconti finanziari certificati dell'USO per l'anno conclusosi il 31 dicembre 2011:
| Totale Entrate e altri supporti              | USD 350.426.940 |
| -------------------------------------------- | --------------- |
| Donazioni                                    | 18.250.129      |
| Risposta diretta                             | 61.564.019      |
| Entrate centri USO                           | 7.834.849       |
| Collette, fondazioni e donazioni individuali | 29.501.369      |
| Reddito da investimenti                      | (178.103)       |
| United Way and CFC                           | 2.106.253       |
| Materiali, servizi e servizi forniti         | 231,585,773     |

| Costi operativi totali  | USD 334.068.520 |
| ----------------------- | --------------- |
| Spese del programma     | 300.456.722     |
| Spese di raccolta fondi | 20.098.767      |
| Spese amministrative    | 13.513.031      |